# Symploce pallens
Symploce pallens es una especie de cucaracha del género Symploce, familia Ectobiidae.

## Distribución
Esta especie se encuentra en los Estados Unidos, México, Cuba, Puerto Rico, Brasil, Kenia, Cabo Verde y Reunión.